# Komitat Csongrád (historyczny)
Komitat Csongrád (węg. Csongrád vármegye) – komitat Królestwa Węgier. Od 1883 roku jego stolicą był Szentes.
Graniczył z komitatami Bács-Bodrog, Békés, Csanád, Jász-Nagykun-Szolnok i Torontál. Jego powierzchnia wynosiła 3413 km². 
W 1910 roku liczył 325 463 mieszkańców, z czego 319 274 Węgrów, 646 Słowaków, 773 Rumunów, 1235 Serbów i 2862 Niemców.